# Zach Wood
Zach Wood (* 10. Januar 1993 in Rowlett, Texas) ist ein US-amerikanischer American-Football-Spieler auf der Position des Long Snappers. Er spielt bei den New Orleans Saints in der National Football League (NFL).

## College
Wood besuchte die Southern Methodist University (SMU) und spielte für deren Mannschaft, die Mustangs, sowohl als Defensive End als auch als Long Snapper College Football, wobei er zwischen 2012 und 2015 insgesamt 137 Tackles setzte und 9 Sacks erzielte. Außerdem gelangen ihm drei Passverteidigungen.

## NFL

### Dallas Cowboys
Wood fand beim NFL Draft 2016 keine Berücksichtigung, wurde danach im Rahmen eines Trainingslagers von den Dallas Cowboys getestet und doch noch als Free Agent unter Vertrag genommen. Er machte die gesamte Vorbereitung mit, konnte sich aber nicht gegen den Routinier L. P. Ladouceur durchsetzen und wurde noch vor Beginn der Regular Season wieder entlassen.
In der Preseason 2017 wurde er neuerlich von den Cowboys verpflichtet, nur um erneut gegen Ladouceur den Kürzeren zu ziehen.

### New Orleans Saints
Die New Orleans Saints hatten im August Jon Dorenbos als Long Snapper  engagiert, doch wurde bei ihm im Zuge einer Routineuntersuchung ein Aortenaneurysma entdeckt, worauf er seine Karriere beenden musste. Nur zwei Tage vor dem ersten Spiel der Saison wurde Wood als Ersatz verpflichtet.

In der Folge bestritt er für die Saints jedes Spiel der Saison 2017, und da er überzeugte, wurde sein Vertrag im Februar 2018 um ein weiteres Jahr verlängert.